# Cobalt(II) metaluminat
Cobalt(II) metaluminat là một hợp chất hóa học vô cơ có công thức là Co(AlO2)2. Nó là chất rắn màu xanh dương, không tan trong nước. Hợp chất này còn được gọi là "cobalt blue" theo tiếng Anh vì màu xanh dương đặc trưng của nó.

## Điều chế
Co(AlO2)2 có thể điều chế bằng cách cho cobalt(II) oxide tác dụng với nhôm(III) oxide ở 1200 °C.

## Ứng dụng
Co(AlO2)2 có thể sử dụng để tạo màu cho một số bức tranh.